# Antal Farkas (attore)
Antal Farkas (Öcsöd, 1º gennaio 1922 – Budapest, 24 settembre 2010) è stato un attore ungherese.

## Biografia
Figlio di Antal e Julianna Farkas, nacque nel 1922 a Öcsöd, nella Contea di Jász-Nagykun-Szolnok. Nel 1952, si laureò all'Accademia di Cinema e Teatro. È stato membro del Magyar Néphadsereg Színházának (il Teatro dell'Esercito Popolare di Budapest) e del Nemzeti Színházban (Teatro Nazionale di Pécs). A teatro, ha interpretato oltre duecento ruoli. Lavorò anche per il cinema con oltre un centinaio di apparizioni sullo schermo e per la televisione.

## Filmografia
- Kis Katalin házassága, regia di Félix Máriássy (1950)

- Acquazzone (Zápor), regia di András Kovács (1961)

- Stella d'autunno (Isten öszi csillaga), regia di András Kovács (1963)

- Giorni freddi (Hideg napok), regia di András Kovács (1968)
- La battaglia del talismano verde (Egri csillagok), regia di Zoltán Várkonyi (1968)
- Pokolrév